# Castillo de la Peña de Martos
El castillo de la Peña o fortaleza alta son las ruinas de un antiguo castillo levantado en el siglo XIV por la Orden de Calatrava en la ciudad española de Martos, Jaén. Fue construido sobre las ruinas de otra antigua fortaleza árabe, que a su vez se había levantado sobre las ruinas de otra primitiva fortificación ibero-romana. En 1985 fue declarado monumento histórico junto con el castillo de la Villa o fortaleza baja.
La fortaleza está situada sobre un peñón conocido popularmente como la Peña de Martos. Dicha situación responde un emplazamiento excepcional para la construcción de una fortaleza prácticamente inexpugnable contra invasiones externas durante la época medieval. Presenta una planta trapezoidal y una entrada mediante un sendero serpenteante, para hacer más difícil su acceso, desde la ladera sur. Este Castillo, junto con el de la Villa, fue uno de los principales bastiones defensivos que la Orden de Calatrava poseía frente al Reino nazarí.
En él y sus alrededores se produjo, según la leyenda, el crimen contra los hermanos Carvajales, llevado a cabo por el rey Fernando IV de Castilla y que, siempre según la leyenda, pudo costarle la vida al monarca.

## Descripción del castillo

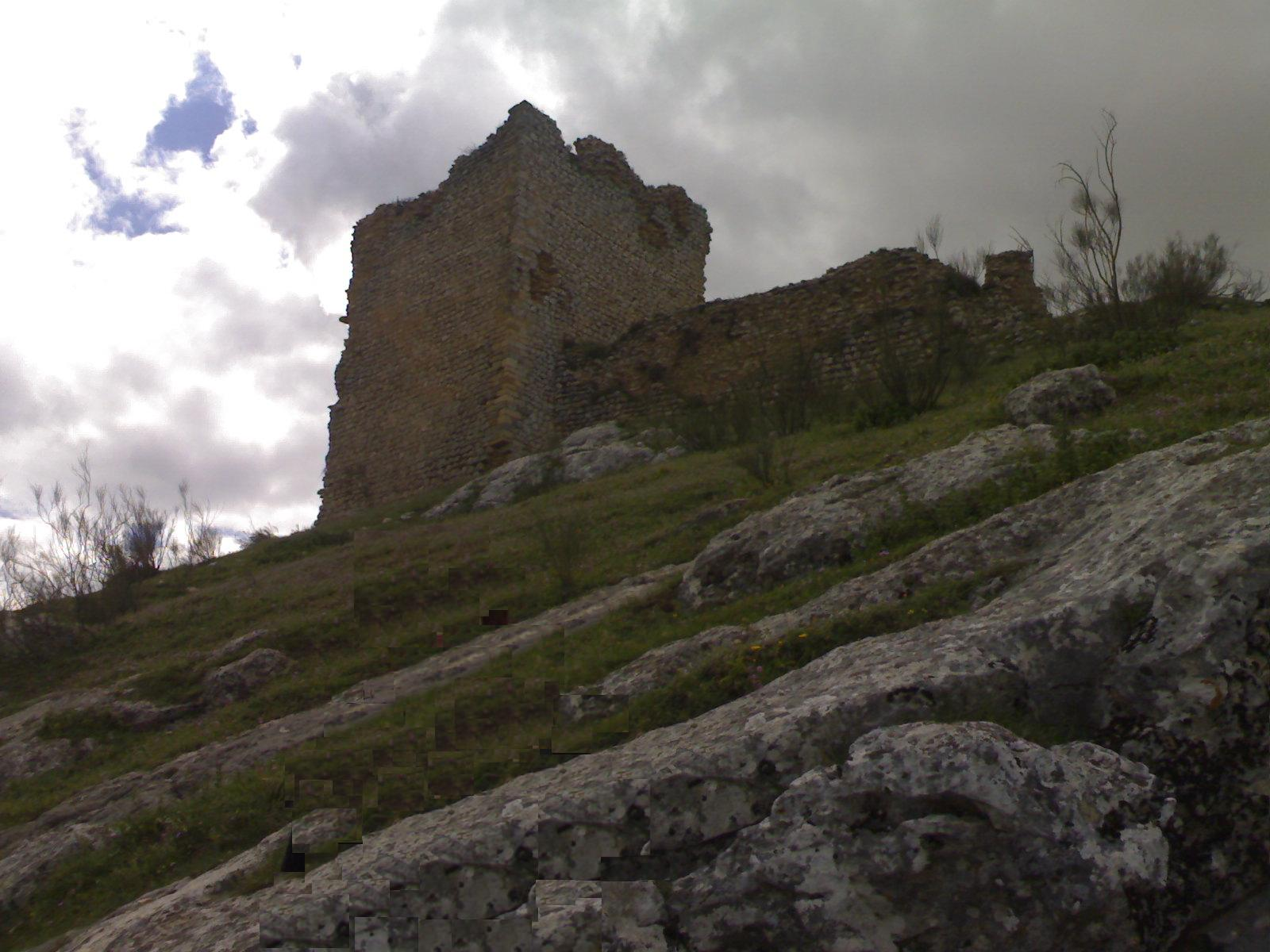
Torre del Homenaje.

El castillo se divide interiormente en dos recintos: el alcazarejo y el patio de armas

### Zona suroeste
En esta zona, la más elevada y aprovechando el contorno de un podio natural, se construyó la torre del homenaje con mortero, mampostería y sillería en las esquinas. Es de forma rectangular y con capacidad para una gran guarnición. Se cree que la Torre tuvo tres pisos, estando el inferior enterrado pero conservando las bóvedas. La entrada principal estaría en este piso, pero tras los sucesivos derrumbes, el acceso se realiza desde el segundo piso.
El lado sur conserva su altura original, desde donde se pueden observar tres saeteras pertenecientes al primer piso. El segundo piso aún conserva los arranques de las bóvedas, y restos de pilares que lo dividían en dos naves y tres vanos. En este segundo piso no había saeteras. Del tercer piso tan solo se conservan algunos restos de los muros laterales y restos de las tres saeteras que habría en él.

### Zona oeste
En el lado oeste del castillo podría haber existido un aljibe, pero hoy en día está cubierto por escombros. En la zona inmediatamente por delante se encuentra el foso. Hay restos de tres torres redondas y otras dos cuadradas en el lado sur.

### Zona noroeste
En el extremo noroeste hay un aljibe de tres vanos, junto a una balsa con dos canalizaciones.

### Murallas

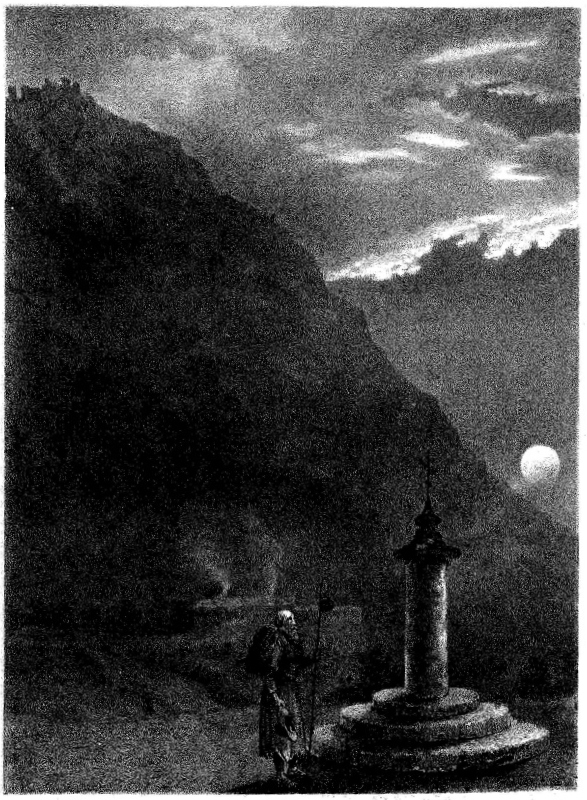
Ilustración de Francisco Javier Parcerisa que ilustra la Peña de Martos desde la Cruz del lloro.

La muralla que rodea el perímetro de la peña se encuentra en su mayoría derrumbada, excepto algunos vestigios como por ejemplo una Torre-puerta, una Torre circular que también tiene un piso enterrado, otras dos torres más de planta cuadrada y macizas, y diversos fragmentos de la muralla.

### Interior del recinto
Todo el espacio sobrante podría haber sido una gran plaza de Armas, aunque podría haber habido otras edificaciones hoy totalmente desaparecidas.

## Cómo llegar
El castillo de la peña se encuentra en la cima del peñón que le da nombre, el cual está situado junto al núcleo urbano de Martos. Desde la ciudad se coge una carretera que lleva hasta el aparcamiento, en las faldas de la peña, junto a la ermita de la Victoria. Desde allí se sube a pie por una ruta señalizada. Debido a su ubicación y a las condiciones para acceder, tiene una dificultad considerable con una duración del recorrido de unos 40 minutos.